# Harwood Dale
Harwood Dale est un village et une paroisse civile du Yorkshire du Nord, en Angleterre.